# La Boulaye
La Boulaye är en kommun i departementet Saône-et-Loire i regionen Bourgogne-Franche-Comté i östra Frankrike. Kommunen ligger i kantonen Mesvres som tillhör arrondissementet Autun. År 2022 hade La Boulaye 98 invånare.

## Befolkningsutveckling
Antalet invånare i kommunen La Boulaye
| Referens: INSEE |